# Jinbei Haixing A7
Jinbei T20 (он же Jinbei Haixing T20) — серия микровэнов, выпускавшихся суббрендом Jinbei компании Brilliance China Auto с 2011 по 2017 год. Вариант пикапа получил индекс Jinbei Haixing A7. Также существовала модификация Jinbei Haixing A9 с длинной колёсной базой.

## Jinbei Haixing A7/Haixing A9/Haixing T20 (2011—2017)
Цены на Jinbei Haixing A7 варьировались от 29800 до 34800 юаней. В движение автомобиль приводится 1,0-литровым четырёхцилиндровым двигателем мощностью 61 л. с. При использовании одного и того же двигателя ценовой диапазон варьировался от 34800 до 39900 юаней. Jinbei Haixing A7 и A9 были выпущены подразделением Brilliance Xinyuan Chongqing Auto (晨鑫源晨鑫源) компании Brilliance Auto.

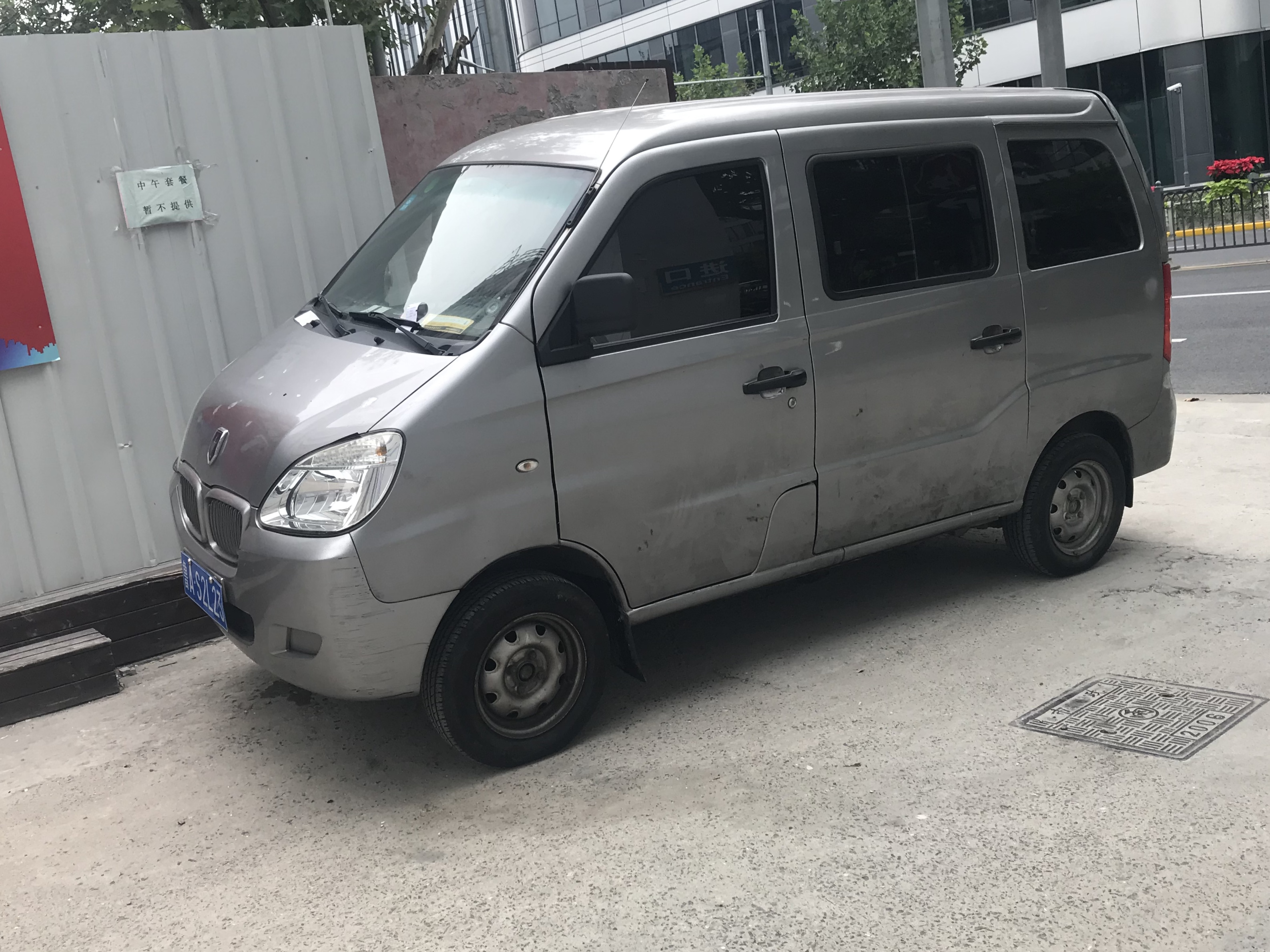
Jinbei Haixing A7 (вид спереди)
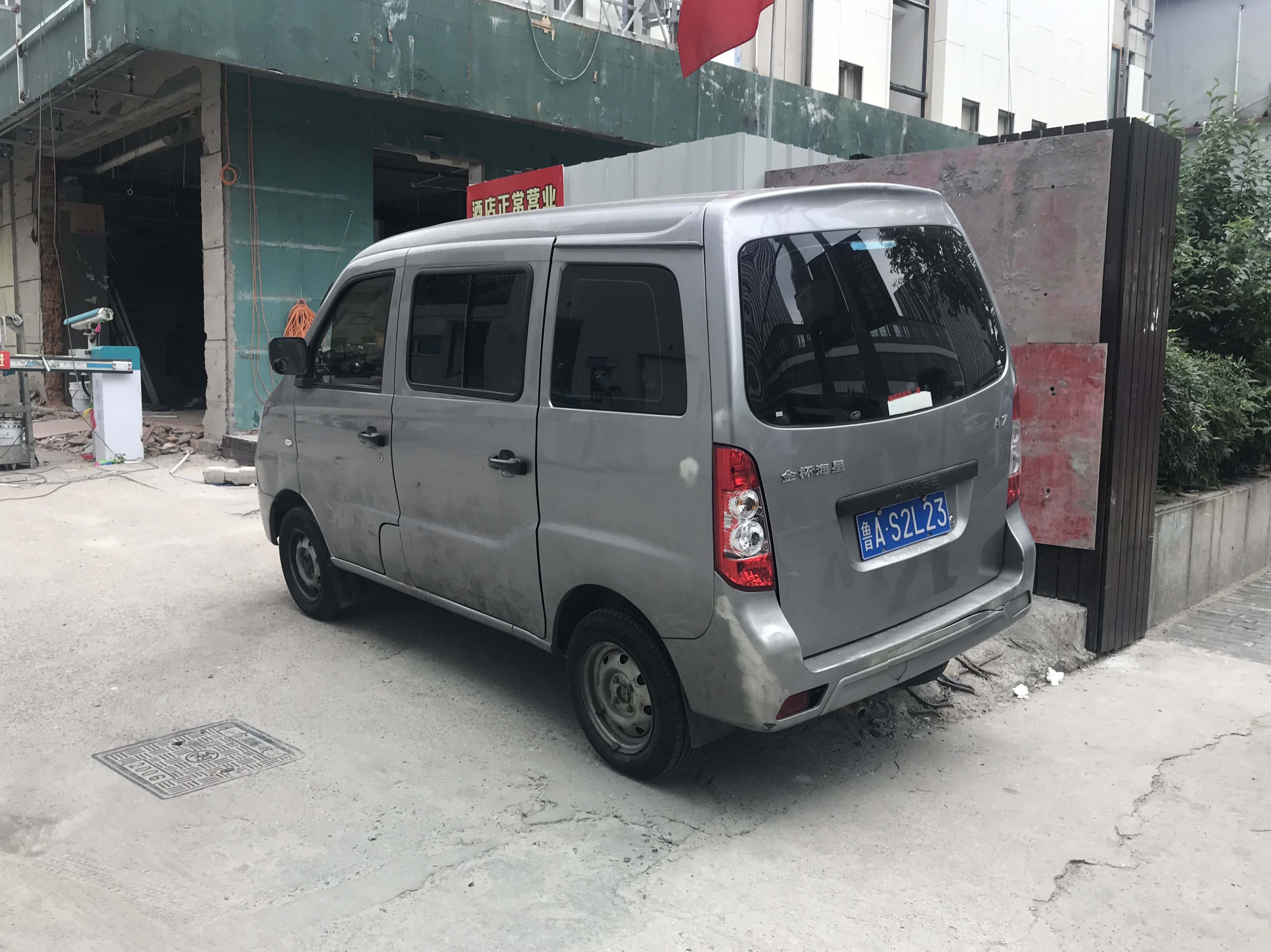
Jinbei Haixing A7 (вид сзади)
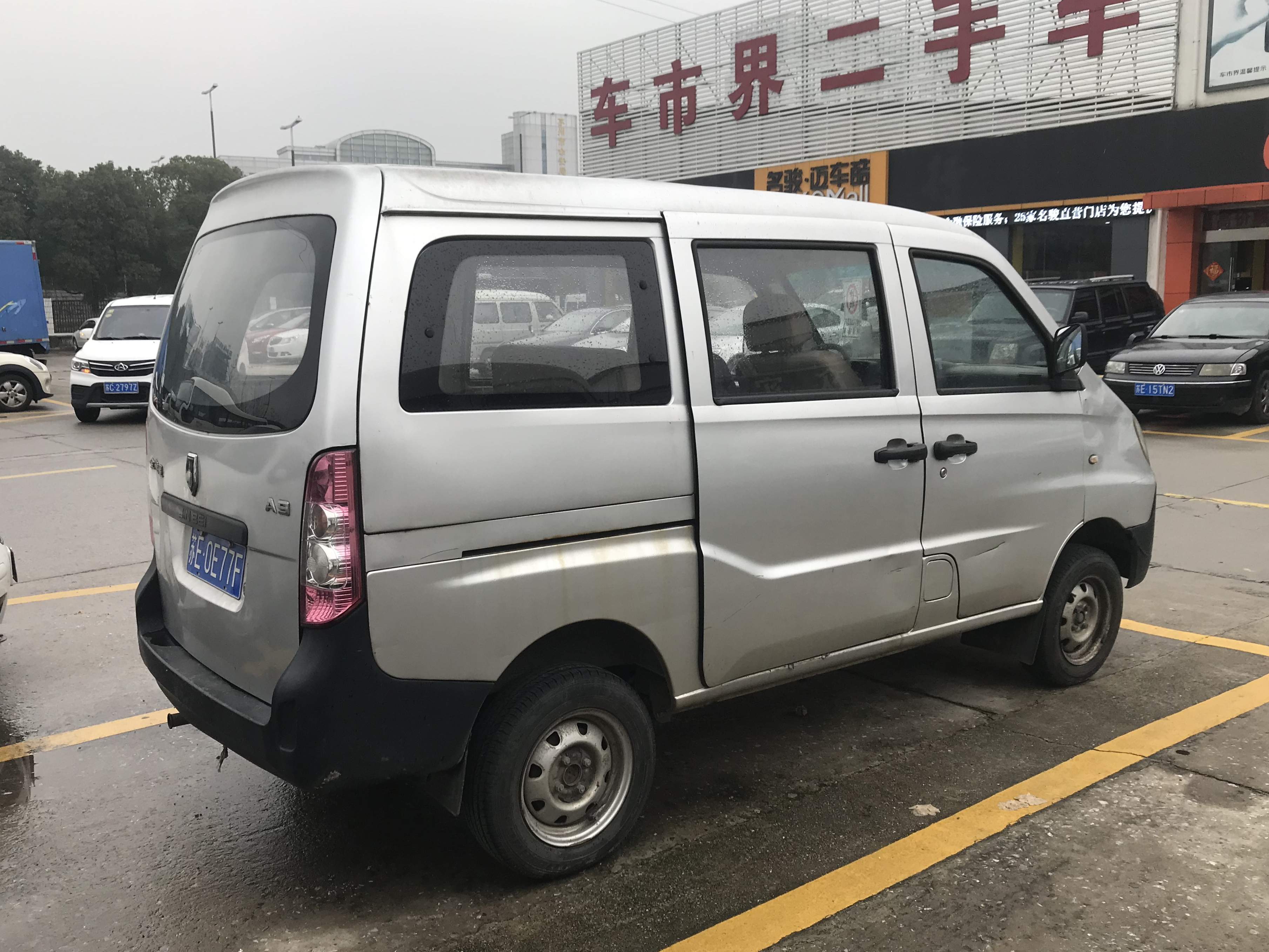
Jinbei Haixing A9
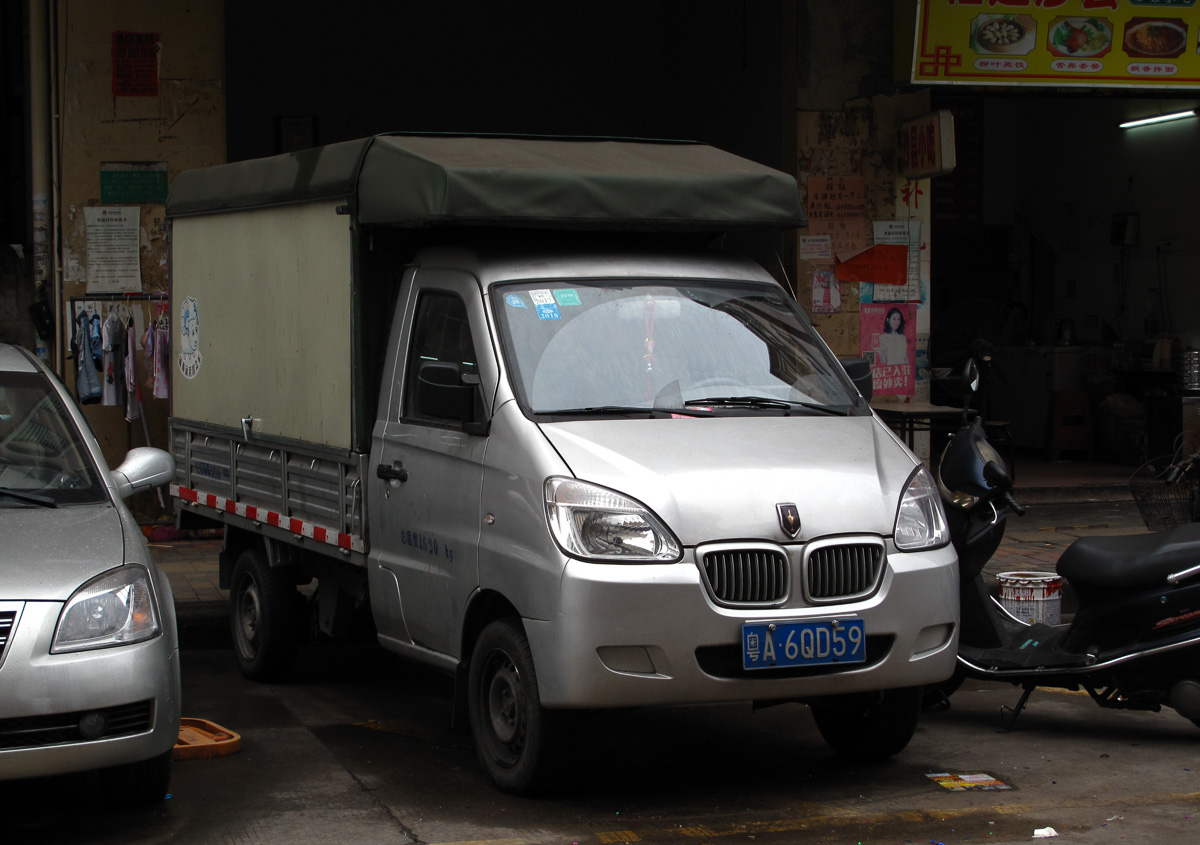
Jinbei Haixing T20

### SRM Shineray T20EV
SRM Shineray T20EV является электромобилем на базе Jinbei Haixing T20. Сборка модели началась в июле 2018 года. Масса составляет 890 кг, а ёмкость аккумулятора — 35,04 кВт⋅ч. Запас хода составляет 230 км.

## Jinbei T20 (2017 — настоящее время)
Jinbei Haixing T20 позже был переименован в Jinbei T20. Автомобиль выпускается в модификациях Jinbei T10, Jinbei T12, Jinbei T22, Jinbei T20S и Jinbei T22S.

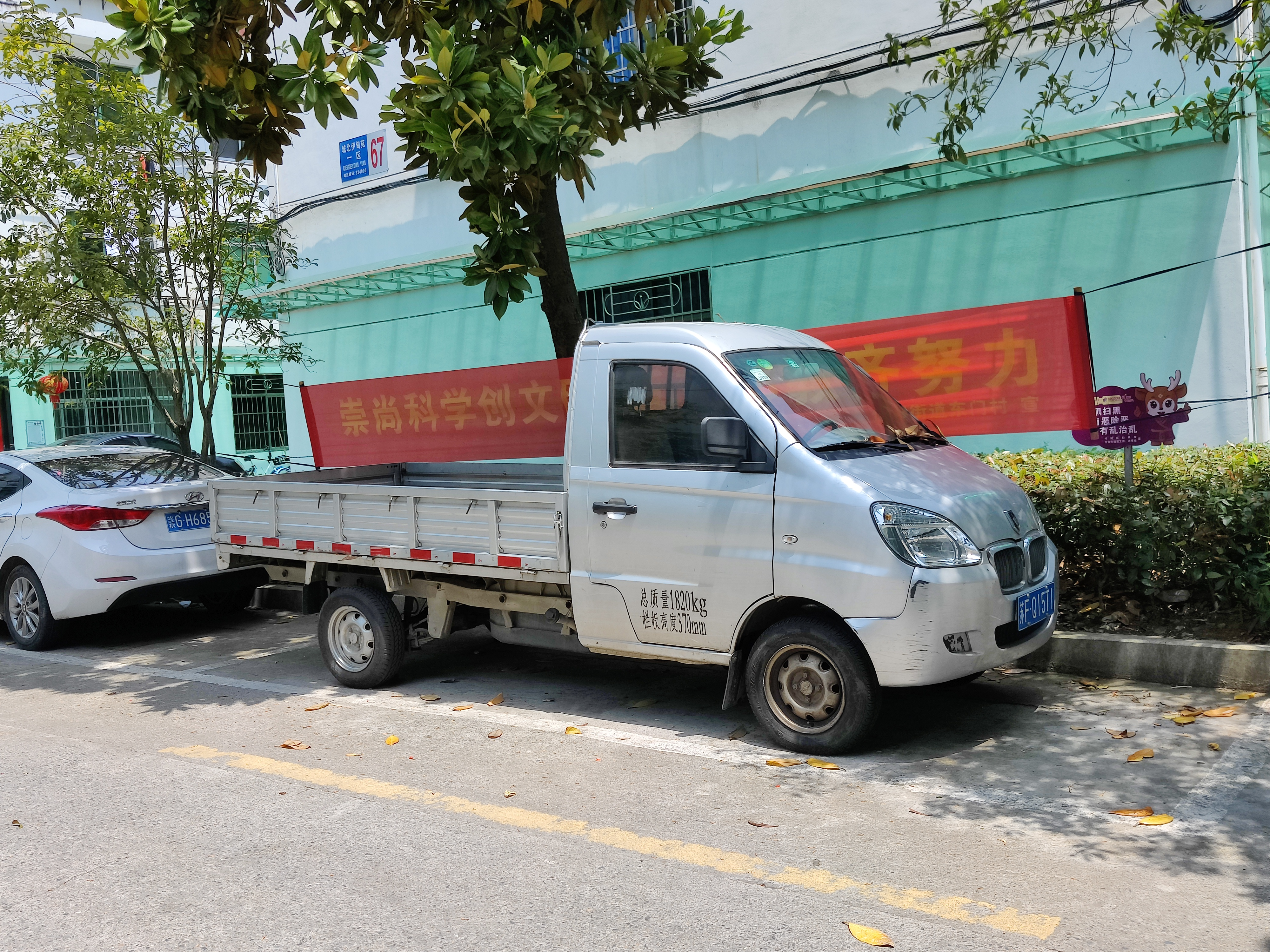
Оригинальный Jinbei T20
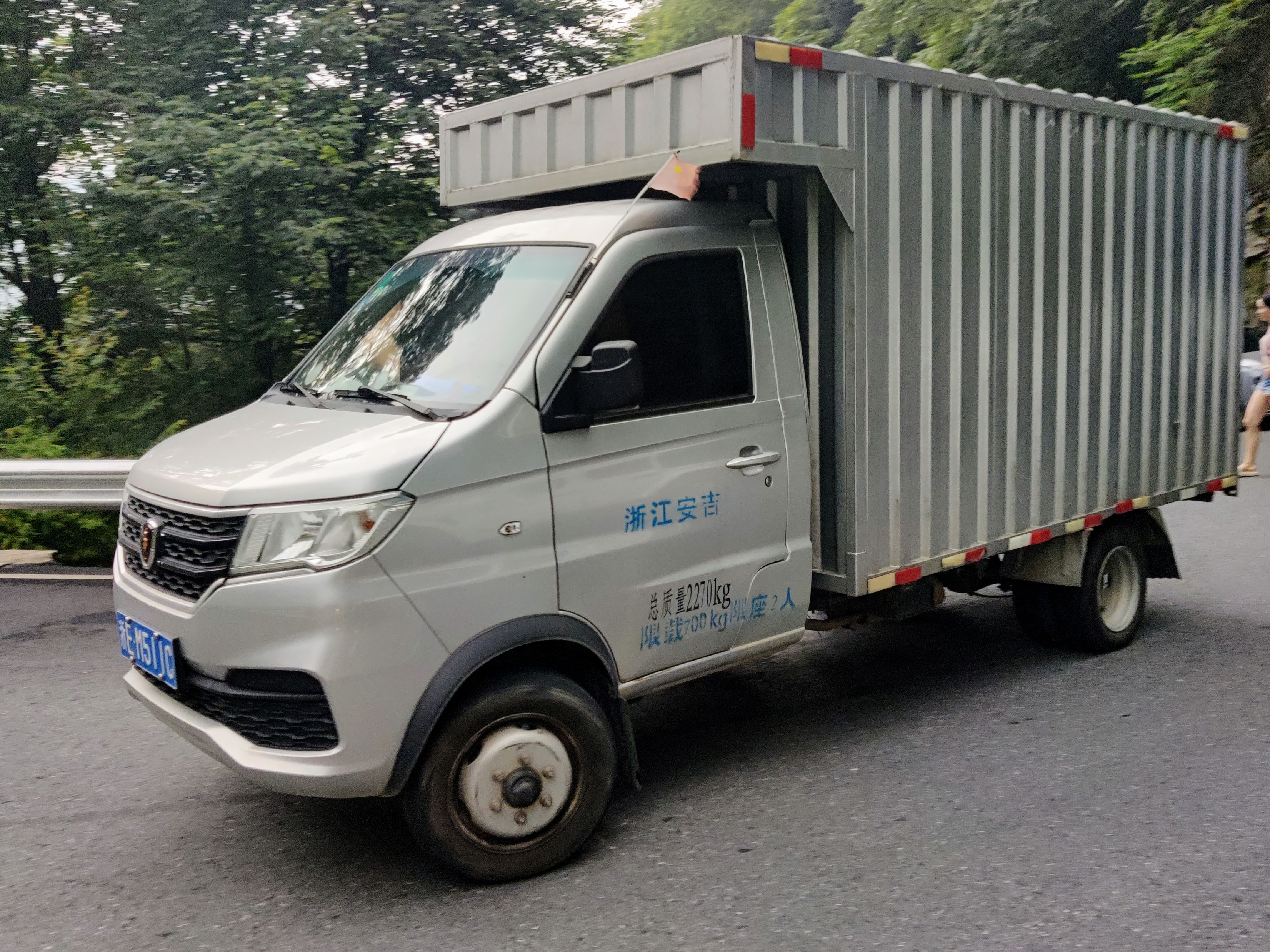
Фейслифтинг